# Onze-Lieve-Vrouw Ten Doorn (klooster)

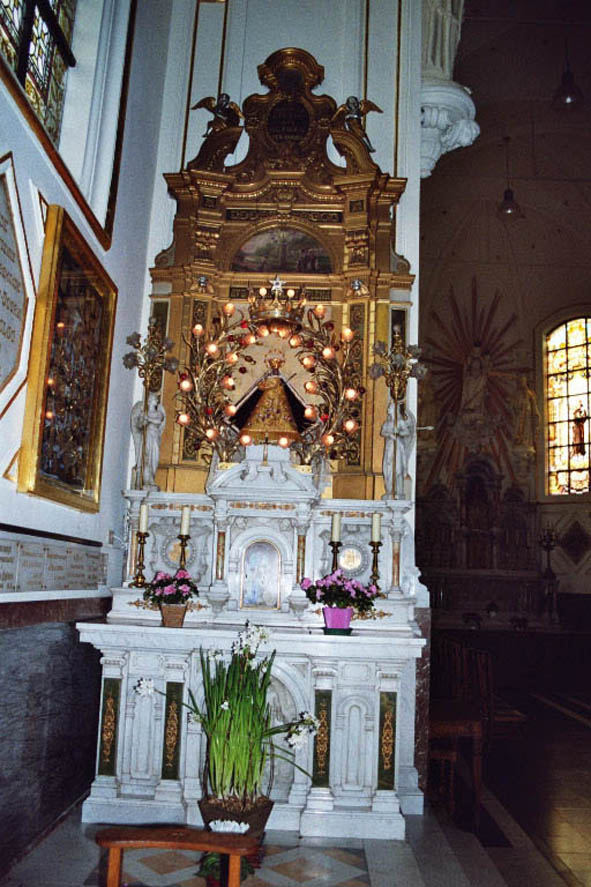
Het miraculeuze Mariabeeld

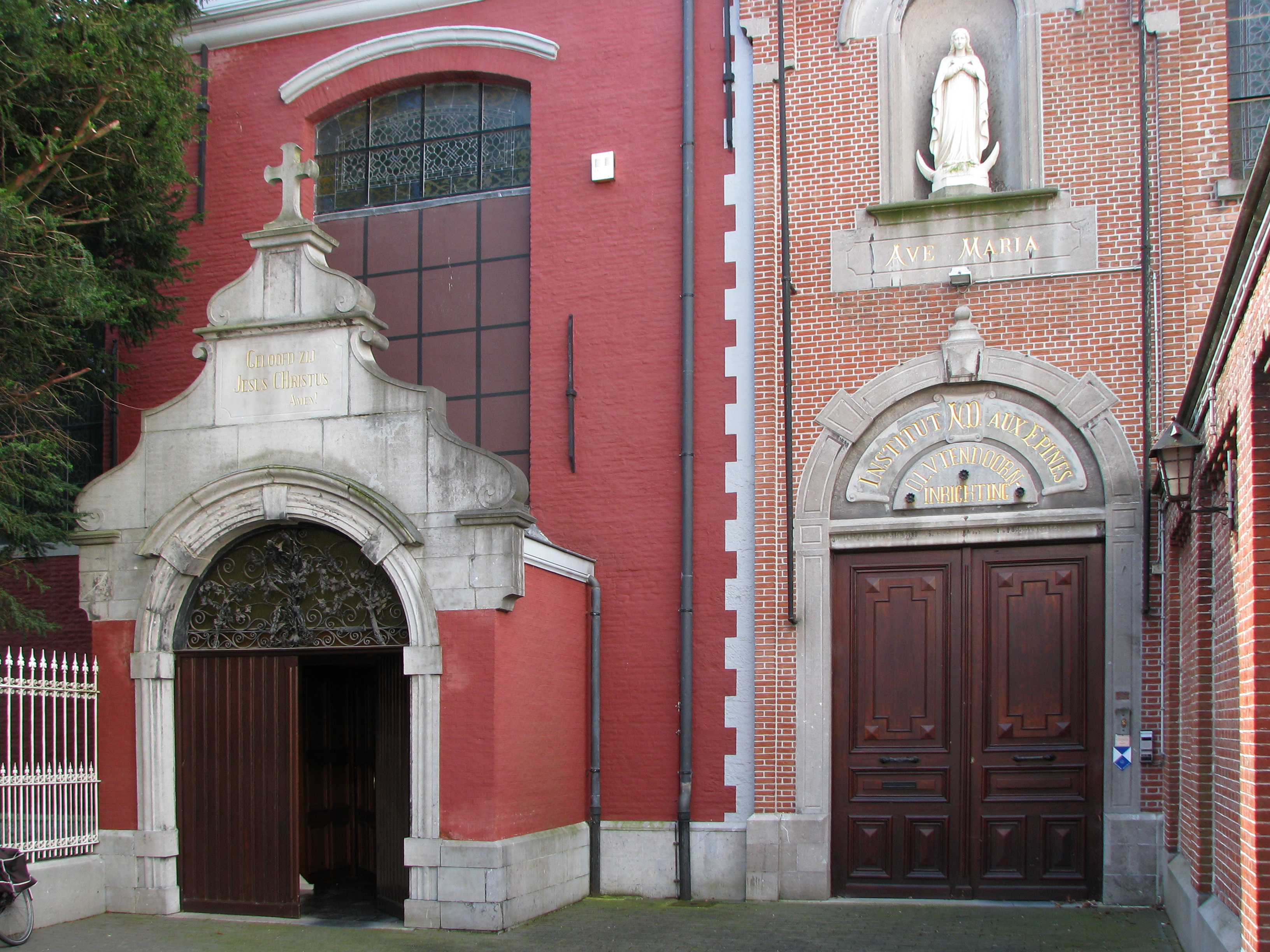
Ingang van de kapel

Onze-Lieve-Vrouw Ten Doorn is de naam van een klooster annex schoolcomplex met kapel, gelegen in de Oost-Vlaamse stad Eeklo, aan Zuidmoerstraat 125.

## Geschiedenis
Een legende maakt gewag van een Mariabeeld dat in 1448 in een bloeiende doornstruik zou zijn gevonden en dat, toen men het verplaatste, steeds naar de oorspronkelijke plaats zou zijn teruggekeerd. Kort daarna stichtten enkele Grauwzusters, afkomstig van Sint-Omaars, daar een klooster met een kapel. Dit klooster werd in 1578 door de Geuzen verwoest nadat de zusters, met het mirakelbeeldje, naar Gent waren gevlucht waar ze zich aan het daar aanwezige Grauwzustersklooster verbonden.
In 1664 werd het complex aangekocht door de Minderbroeders, en men begon met de bouw van een klooster, waarvan een deel in 1670 gereed kwam. In 1682-1684 werd de kapel afgebouwd en in 1685 kwam uiteindelijk de westelijke kloostervleugel als laatste gereed. In 1785 werd het Gentse Grauwzustersklooster opgeheven (onder Keizer Jozef II) en kwam het beeldje weer naar Eeklo terug. In 1797 werd ook het Minderbroedersklooster te Eeklo opgeheven (door de Fransen). De kapel ging dienst doen als rechtbank, tempel van de vrede, en gevangenis.
Het beeldje werd in veiligheid gebracht bij vrome particulieren en werd in 1828 weer in de kapel geplaatst, die in 1820 was aangekocht door Petrus Jozef Triest als toekomstig klooster voor de Zusters van Liefde, welke echter pas in 1832 het klooster betrokken. De kapel was toe aan restauratie, en kon in 1833 weer worden ingezegend.
De zusters stichtten er een scholengemeenschap voor meisjes.

## Complex
De kapel is een eenbeukig bouwwerk op rechthoekige plattegrond. Van belang is het Mariabeeldje, dat uit de 13e of begin 14e eeuw stamt. Het meubilair van de kapel is verder vooral neogotisch. Het neobarokke toegangsportaal werd in 1900 toegevoegd. Het complex bevat ook een Kapel voor de Mariacongregatie, bedoeld voor de leerlingen, van omstreeks 1900.
Het complex bestaat onder meer uit een aantal grote schoolgebouwen (vooral begin 20e eeuw) en een nieuw klooster voor de zusters in ruste (1978).